# الجهاد الإسلامي لتحرير فلسطين
الجهاد الإسلامي لتحرير فلسطين هي جماعة مسلحة شيعية لبنانية أعلنت عن اختطافها لثلاثة أساتذة أمريكيين وأستاذ هندي وهم: ألان ستين وجيسي تيرنر وروبرت بولهيل وميثال إشوار سينغ، تم اختطافهم من كلية بيروت الجامعية في بيروت الغربية في 24 يناير 1987. تم إطلاق سراحهم في نهاية المطاف.